# IJsbaan Twente
IJsbaan Twente is een kunstijsbaan in Enschede, Overijssel die op 1 oktober 2008 is geopend. Bij schaatswedstrijden biedt de hal plaats aan 2.000 toeschouwers. De ijshal ligt aan de noordwestkant van Enschede richting Hengelo. Dat is vlak bij treinstation Enschede Kennispark, De Grolsch Veste van FC Twente en bioscoop Kinepolis.
Kijkend naar de baanrecords staat IJsbaan Twente anno november 2020 tweede op de lijst van snelste ijsbanen van Nederland, en 25ste op de lijst van snelste ijsbanen ter wereld.

## Ontstaan
Al in 1968 werden de eerste pogingen gedaan om een 400-meterbaan in Twente te krijgen. In de jaren daarna is ook Stadion Veldwijk in beeld geweest als mogelijke kunstijsbaan. Beide keren waren de inspanningen niet succesvol. Ook een verplaatsing van de ijsbaan van de Olympische Winterspelen 1992 in Albertville naar Twente vond vanwege financiële redenen geen doorgang.
In 2001 werd een nieuw initiatief genomen om een 400-meterbaan te realiseren. Na enkele tegenslagen lukte het om voldoende budget, zo'n 11,3 miljoen euro, bij elkaar te krijgen. De financiering komt onder andere van de provincie Overijssel, de Netwerkstad Twente en de verschillende gemeenten van de Regio Twente.
In juli 2007 was het startschot voor de bouw van de hal. De bouw werd in september 2008 afgerond en op 1 oktober 2008 opende NOC*NSF-voorzitter Erica Terpstra de hal. Op 22 oktober 2008 werd er de derde KNSB Schaats Open Dag gehouden.
Het eerste baanrecord dat werd gevestigd was op de 500 meter door Remco Olde Heuvel uit Losser in 36,67.

### Baanrecords
| Afstand         | Schaatser         | Land | Tijd     | Datum         |
| --------------- | ----------------- | ---- | -------- | ------------- |
| 100 m           | Jacques de Koning | NED  | 09,66    | 19-02-2011    |
| 500 m           | Ronald Mulder     | NED  | 34,89    | 30-10-2015    |
| 1000 m          | Kjeld Nuis        | NED  | 1.09,15  | 01-11-2015    |
| 1500 m          | Gerben Jorritsma  | NED  | 1.47,50  | 31-10-2015    |
| 3000 m          | Mats Bendijk      | NED  | 3.48,97  | 17-11-2024    |
| 5000 m          | Jorrit Bergsma    | NED  | 6.18,40  | 30-10-2015    |
| 10.000 m        | Erik Jan Kooiman  | NED  | 13.05,96 | 01-11-2015    |
| 2×500 m         | Ronald Mulder     | NED  | 70,020   | 30-10-2015    |
| Sprintvierkamp  | Mika van Essen    | NED  | 145,160  | 15/16-12-2018 |
| Minivierkamp    | Joep Wennemars    | NED  | 152,070  | 01/02-02-2020 |
| Kleine vierkamp | Koen Verweij      | NED  | 154,086  | 12-02-2010    |
| Grote vierkamp  | Mark Ooijevaar    | NED  | 161,752  | 19/20-03-2015 |

| Afstand        | Schaatsster        | Land | Tijd     | Datum         |
| -------------- | ------------------ | ---- | -------- | ------------- |
| 100 m          | Thijsje Oenema     | NED  | 10,47    | 19-02-2011    |
| 500 m          | Dione Voskamp      | NED  | 38,67    | 29-02-2020    |
| 1000 m         | Jorien ter Mors    | NED  | 1.15,95  | 01-11-2015    |
| 1500 m         | Marijke Groenewoud | NED  | 1.58,50  | 05-03-2022    |
| 3000 m         | Yvonne Nauta       | NED  | 4.09,90  | 31-10-2015    |
| 5000 m         | Carien Kleibeuker  | NED  | 7.06,69  | 01-11-2015    |
| 10.000 m       | Lisanne Soemanta   | NED  | 16.07,82 | 28-03-2009    |
| 2×500 m        | Thijsje Oenema     | NED  | 77,930   | 31-10-2015    |
| Sprintvierkamp | Femke Kok          | NED  | 157,315  | 15/16-12-2018 |
| Minivierkamp   | Robin Groot        | NED  | 162,404  | 01/02-02-2020 |
| Grote vierkamp | Tialda Gerritsma   | NED  | 204,541  | 19/20-03-2015 |

## Belangrijke wedstrijden
- 2009 NK Supersprint
- 2010 NK Junioren Allround
- 2010/2011 Holland Cup Finale
- 2011 NK Supersprint
- 2011/2012 Holland Cup 1
- 2014 NK Sprint/Afstanden Junioren en Neo-senioren
- Wereldbeker-selectiewedstrijd - 30 oktober - 1 november 2015
- 2019 World Cup voor junioren 2[4]

## Baanrecords
| Afstand         | Schaatser         | Land | Tijd     | Datum         |
| --------------- | ----------------- | ---- | -------- | ------------- |
| 100 m           | Jacques de Koning | NED  | 09,66    | 19-02-2011    |
| 500 m           | Ronald Mulder     | NED  | 34,89    | 30-10-2015    |
| 1000 m          | Kjeld Nuis        | NED  | 1.09,15  | 01-11-2015    |
| 1500 m          | Gerben Jorritsma  | NED  | 1.47,50  | 31-10-2015    |
| 3000 m          | Mats Bendijk      | NED  | 3.48,97  | 17-11-2024    |
| 5000 m          | Jorrit Bergsma    | NED  | 6.18,40  | 30-10-2015    |
| 10.000 m        | Erik Jan Kooiman  | NED  | 13.05,96 | 01-11-2015    |
| 2×500 m         | Ronald Mulder     | NED  | 70,020   | 30-10-2015    |
| Sprintvierkamp  | Mika van Essen    | NED  | 145,160  | 15/16-12-2018 |
| Minivierkamp    | Joep Wennemars    | NED  | 152,070  | 01/02-02-2020 |
| Kleine vierkamp | Koen Verweij      | NED  | 154,086  | 12-02-2010    |
| Grote vierkamp  | Mark Ooijevaar    | NED  | 161,752  | 19/20-03-2015 |

| Afstand        | Schaatsster        | Land | Tijd     | Datum         |
| -------------- | ------------------ | ---- | -------- | ------------- |
| 100 m          | Thijsje Oenema     | NED  | 10,47    | 19-02-2011    |
| 500 m          | Dione Voskamp      | NED  | 38,67    | 29-02-2020    |
| 1000 m         | Jorien ter Mors    | NED  | 1.15,95  | 01-11-2015    |
| 1500 m         | Marijke Groenewoud | NED  | 1.58,50  | 05-03-2022    |
| 3000 m         | Yvonne Nauta       | NED  | 4.09,90  | 31-10-2015    |
| 5000 m         | Carien Kleibeuker  | NED  | 7.06,69  | 01-11-2015    |
| 10.000 m       | Lisanne Soemanta   | NED  | 16.07,82 | 28-03-2009    |
| 2×500 m        | Thijsje Oenema     | NED  | 77,930   | 31-10-2015    |
| Sprintvierkamp | Femke Kok          | NED  | 157,315  | 15/16-12-2018 |
| Minivierkamp   | Robin Groot        | NED  | 162,404  | 01/02-02-2020 |
| Grote vierkamp | Tialda Gerritsma   | NED  | 204,541  | 19/20-03-2015 |